# Stazione di Cossana
La stazione di Cossana (in sloveno Košana) è una fermata ferroviaria posta sulla linea Trieste-Vienna; serve il centro abitato di Cossana, frazione di San Pietro del Carso.

## Storia
La fermata fu attivata il 28 luglio 1857, all'apertura della tratta da Lubiana a Trieste, che completava la linea Trieste-Vienna.
Dopo la prima guerra mondiale, con l'annessione della zona al Regno d'Italia, la fermata passò alle Ferrovie dello Stato italiane, assumendo il nome di Cossana.
Dopo la seconda guerra mondiale la fermata passò alla rete jugoslava (JŽ), venendo ribattezzata Košana, analogamente al centro abitato. Dal 1991 appartiene alla rete slovena (Slovenske železnice).
La fermata venne completamente ricostruita tra il 2010 e il 2012. Venne riaperta il 10 maggio 2012.